# ケクロモジ
ケクロモジ（毛黒文字）はクスノキ科クロモジ属の落葉低木の1種（学名: Lindera sericea）、またはその基準変種（L. sericea var. sericea）のことである。葉は互生して枝先に集まってつき、秋に黄葉する。基準変種（狭義のケクロモジ）では葉の表面が短毛で覆われてビロード状だが、変種ウスゲクロモジでは葉の表面の毛がない。雌雄異株であり、黄緑色の小さな花が集まって葉の展開と同時期に早春に咲く。果実は液果、秋に紫黒色に熟す。本州（関東以西）から九州、および韓国に自生する。クロモジと特に区別せずに生薬などとして利用されている。

## 特徴
落葉低木であり、高さ3メートル (m) ほどになる。一年枝は黄緑色、軟毛があるが後に無毛、皮目はないが、二年目以降に黒みを帯び、皮目ができる。
冬芽はクロモジより細長い紡錘形、長さ 2–2.5センチメートル (cm)、白色の長毛が密生した葉状で楕円形の芽鱗に包まれ、花芽葉芽の基部から生じる柄の先端につく。
葉は互生し、枝先にまとまってつき、輪生状に見えることもある。葉柄は長さ 0.5–1.5 cm、軟毛が密生する。葉身は狭倒卵形から長楕円形、8–17 × 2–6 cm、洋紙質、基部はくさび形、先端は鋭尖頭から鋭頭、全縁、葉脈は羽状で側脈は6–10対、網脈を含めて裏面に著しく隆起し、表面は緑色で短毛が密生してビロード状（基準変種ケクロモジ）または無毛（変種ウスゲクロモジ）、裏面は初めは絹毛が密生するが、脈上以外は次第に少なくなる。秋に黄葉する。
雌雄異株、花期は4–5月、葉の展開と同時期に黄緑色の小さな花が5–8個集まった散形花序が葉腋に2–3個つき、花序柄、花柄には毛が密生する。雄花・雌花とも花被片はふつう6個、楕円形、長さは雄花で約3ミリメートル (mm)、黄緑色、腺点がある。雄花序の柄は長さ約 2 mm、花柄は長さ 3–4 mm、雄しべが9個、3個ずつ3輪、葯は2室で内向、最内輪の花糸には1対の腺体がつき、中央に長さ 1.2 mm ほどの不稔雌しべが1個あり、先は尖る。雌花序の柄は長さ 2–4 mm、花柄は雄花よりやや短く、仮雄しべが9個、3個ずつ3輪、最内輪の仮雄しべには1対の腺体がつき、中央に雌しべが1個ある。
果実は液果、球形、直径 6–8 mm（クロモジよりやや大きい）、9–10月に黒色に熟する。果柄は長さ約 2 cm、先は次第に太くなり盤状。
精油の主成分が酢酸ゲラニオール（39%）、D-カルボン（14%）、L-リモネン（13%）、リナロール（8%）であり、リナロール含量がクロモジやオオバクロモジよりも少ないとする報告がある。

## 分布
基準変種は本州中国地方の一部と四国、九州、韓国の暖帯に、変種ウスゲクロモジは本州関東地方以西と四国、九州の温帯下部に分布する。

## 人間との関わり
クロモジとは区別せずに、ケクロモジの葉なども消化不良、胃痛などに対する民間薬として利用されることがある。

## 分類
種としてのケクロモジ（広義）には、以下の2変種が知られている。ウスゲクロモジは、基準変種のケクロモジ（狭義）に比べて葉が薄く、表面に短毛はなく、裏面の絹毛も少なく、葉芽や花芽の毛も少ない。基準変種よりも分布は北まで（関東地方以西）広がっている（上記参照）。
- ウスゲクロモジ（ミヤマクロモジ、ウスバクロモジ）[5] Lindera sericea var. glabrata Blume (1851)[11]
シノニム: Lindera glabrata (Blume) H.Koyama (1987); Lindera subsericea Makino (1941)
- ケクロモジ (狭義) Lindera sericea var. sericea[12]

### ヒメクロモジ
類似種であるヒメクロモジ（姫黒文字、Lindera lancea (Momiy.) H.Koyama (1987)）は特にウスゲクロモジに似るが、葉が小さく（長さ 5–10 cm）、側脈は4–6対、葉脈が裏面に著しく突出することはなく、花芽が細長く、花序を構成する花数が3–5個と少ない。静岡県以西の太平洋・瀬戸内海沿岸、四国東部、九州北部・南部に分布しており、ウスゲクロモジと分布域が重なるが、ヒメクロモジはより標高が低い場所（クリ帯）に生育している。
当初、ヒメクロモジはクロモジの変種として扱われていたが（Lindera umbellata var. lancea Momiy. (1953)）、1987年に独立種とすることが提唱された。しかし、2006年にはケクロモジの変種（Lindera sericea var. lancea (Momiy.) H.Ohba (2006)）とすることが提唱されている<>。